# Округ Клеј (Индијана)
Округ Клеј (енгл. Clay County) је округ у америчкој савезној држави Индијана.

## Демографија
По попису из 2010. године број становника је 26.890, што је 334 (1,3%) становника више него 2000. године.
| Група             | 2000.          | 2010.          |
| Белци             | 26.038 (98,0%) | 26.146 (97,2%) |
| Афроамериканци    | 88 (0,3%)      | 87 (0,3%)      |
| Азијати           | 29 (0,1%)      | 60 (0,2%)      |
| Хиспаноамериканци | 155 (0,6%)     | 307 (1,1%)     |
| Укупно            | 26.556         | 26.890         |